# World Sporting Academy
La World Sporting Academy - Sport Science School è una società polisportiva italiana, di San Benedetto del Tronto. Fondata nel 1996 da Jean Carlo Mattoni e Elena Konyukhova, è affiliata per la ginnastica artistica, ritmica ed altre specialità ginniche alla Federazione Ginnastica d'Italia, e per le arti marziali alla Federazione Italiana Judo Lotta Karate Arti Marziali.
La società gestisce l'attività sportiva di circa 200 atleti, che svolgono le loro attività negli impianti sportivi lungo la Riviera delle Palme; viene gestita a titolo di volontariato dai fondatori, da atleti ed ex-atleti e dai soci dell'associazione.

## La ginnastica artistica femminile
La sezione di ginnastica artistica gareggia in serie A; la stagione 2013 ha visto la retrocessione in A2. Il Direttore Tecnico del settore femminile è l'ex ginnasta della nazionale sovietica Elena Konyukhova; le stesse ginnaste di squadra Joelle Elisabeth e Jessica Hélène Mattoni hanno la qualifica di tecnico regionale.
Fin dalla sua fondazione la società ha partecipato a competizioni regionali, interregionali e nazionali, nei campionati assoluti e di Serie A, come anche di specialità e di categoria.
Nel 2008 è stato realizzato un moderno impianto per la ginnastica, una tensostruttura situata nel Centro sportivo "Sabatino D'Angelo" di Porto d'Ascoli, che ospita le attrezzature necessarie alla ginnastica di alto livello.
È la palestra utilizzata dalla società, che ne rivendica tuttora la gestione effettiva.